# عربی باستان
عربی باستان نخستین سطح تأییدشدهٔ زبان عربی بود که تمایزش را از دیگر گویش‌های سامی مرکزی در بیابان شام در اوایل هزارهٔ اول پیش از میلاد آغازید و تا ظهور سنت دستور زبان عرب در قرن هشتم میلادی ادامه یافت.
عربی باستان به نام لهجه‌ها و زبان‌های عربی پیش از اسلام اطلاق می‌شود. قدیمی‌ترین گواهی زبان عربی به بایر (Bayer) در اردن برمی‌گردد که به خط عربی شمالی باستانی نوشته شده است که از دیگر خط‌های عربستان شمالی متمایز نشده است. زبان‌ها و لهجه‌های عربی باستانی به خط‌های بسیاری مانند صفایی (Safaitic)، هیسمایی (Hismaic)، نبطی (Nabatean)، ثمودی (Thamudic)، دادانی (Dadanitic) و حتی یونانی نوشته می‌شدند.

## طبقه‌بندی
زبان عربی باستانی به عنوان زیرطبقه زبان‌های سامی مرکزی دسته‌بندی شده‌اند؛ زبان عربی قدیمی یک گروه زبانی میانی است که شامل زبان‌های سامی قدیمی‌تر شمال غربی (مانند آرامی و عبری)، زبان‌های دادانی (Dadanitic)، کتیبه‌های تایمانی (Taymanitic)، زبان‌های ضعیف با برچسب ثمودی (Thamudic)، و زبان‌های باستانی یمنی است که به خط عربی جنوبی باستان نوشته شده اند. اما عربی قدیم با ابداعات زیر از همه آنها متمایز می شود:
1. حروف منفی ( m */mā/; lʾn */lā-ʾan/ > CAr lan)
2. مفعول mafʿūl G-passive participle
3. حروف اضافه و قید ها ( f, ʿn, ʿnd, ḥt, ʿkdy)
4. وجه شرطی آ (a subjunctive in -a)
5. ت تظاهر
6. leveling of the -at allomorph of the feminine ending
7. استفاده از ف برای توصیف بند ها
8. ضمیر مفعول مستقل
9. ردپایی از تنوین